# Claudio Bisio
Claudio Giuseppe Bisio  (n. 19 martie 1957, Novi Ligure, Piemont, Italia) este un moderator de televiziune italian.